# Tom e Huck - Avventure sul Mississippi
Tom e Huck - Avventure sul Mississippi (Rascals and Robbers: The Secret Adventures of Tom Sawyer and Huck Finn) è un film per la televisione del 1982 diretto da Dick Lowry.

## Trama
Avventure e disavventure di Tom Sawyer e Huckleberry Finn sul fiume Mississippi nel Missouri.